# ناحیه انسلی، میشیگان
ناحیه انسلی (به انگلیسی: Ensley Township) یک منطقهٔ مسکونی در ایالات متحده آمریکا است که در شهرستان نیویگو، میشیگان واقع شده‌است.
 ناحیه انسلی ۹۳٫۵ کیلومتر مربع مساحت و ۲٬۴۷۴ نفر جمعیت دارد و ۲۸۴ متر بالاتر از سطح دریا واقع شده‌است.